# Melodie Monrose
Melodie Monrose là một người mẫu đến từ Martinique.

## Sự nghiệp
Monrose bắt đầu sự nghiệp người mẫu từ năm 2010 khi mới 18 tuổi, khi cô được phát hiện bởi Your Angels Model, một công ty người mẫu địa phương ở Martinique quê hương cô. Chỉ vài tuần sau khi ký hợp đồng với Mô hình thiên thần của bạn  Monrose bắt đầu làm việc với Wilhelmina ở New York và các mô hình Im lặng ở Paris. Ra mắt trong các bộ sưu tập S / S 2011 tại New York, Monrose đã đi trên đường băng cho các nhà thiết kế hàng đầu bao gồm Michael Kors, Bottega Veneta, Lanvin, Miu Miu và Yves Saint Laurent. Sau mùa giải đường băng đầu tiên của cô, Monrose đã được Style.com, Model.com, và COACD bầu chọn là gương mặt mới. Vào tháng 7 năm 2011, Monrose rời khỏi Wilhelmina để làm người mẫu Im lặng, hiện đại diện cho cô ở cả New York và Paris.
Monrose đã xuất hiện trên Vogue Italia, Harper's Bazaar, Vogue Thổ Nhĩ Kỳ, Phỏng vấn, Dazed and Conf bối rối, và Tạp chí V. Cô được chụp bởi Mario Testino cho chiến dịch quảng cáo D & G F / W 2011.

## Cuộc sống cá nhân
Trước khi trở thành người mẫu, Monrose mơ ước được làm nghề thiết kế. Quan tâm sâu sắc đến thời trang, trong một cuộc phỏng vấn tháng 1 năm 2011 với tạp chí Vogue Italia, cô đã đặt tên John Galliano, Zac Posen, Tom Ford và Marc Jacobs là những nhà thiết kế yêu thích của cô.